# Parotani
Parotani ist eine Landstadt im Departamento Cochabamba im südamerikanischen Anden-Staat Bolivien.

## Lage im Nahraum
Parotani ist die größte Ortschaft im Kanton Itapaya und liegt im Municipio Sipe Sipe in der Provinz Quillacollo. Die Stadt liegt auf einer Höhe von 2490 m in einem Talkessel am rechten, westlichen Ufer des Río Rocha, des Hauptquellflusses des bolivianischen Río Grande.

## Geographie
Parotani liegt in der bolivianischen Cordillera Central im Übergangsbereich zum bolivianischen Tiefland. Die Region weist ein typisches Tageszeitenklima auf, bei dem die mittleren Temperaturschwankungen im Tagesverlauf deutlicher ausfallen als im Jahresverlauf.
Die mittlere Durchschnittstemperatur der Region liegt bei etwa 20 °C (siehe Klimadiagramm Capinota) und schwankt nur unwesentlich zwischen 16 °C im Juni und Juli und gut 22 °C im November und Dezember. Der Jahresniederschlag beträgt etwa 550 mm und weist eine ausgeprägte Trockenzeit von April bis November mit Monatsniederschlägen von unter 10 mm auf, nur in der Feuchtezeit von Dezember bis März fallen bis zu 140 mm Monatsniederschlag.

## Verkehrsnetz
Parotani liegt in südwestlicher Richtung 37 Straßenkilometer entfernt von Cochabamba, der Hauptstadt des Departamentos.
Von Cochabamba aus führt in westlicher Richtung die asphaltierte Nationalstraße Ruta 4 über die Stadt Quillacollo nach Parotani, wo nach Süden hin Landstraßen nach Capinota, Arque und San Pedro de Buena Vista abzweigen. Westlich von Parotani führt die Ruta 4 weiter nach Caracollo, wo sie auf die Ruta 1 stößt, die den Altiplano von Norden nach Süden durchquert und Verbindungen nach La Paz, Oruro und Potosí herstellt.

## Bevölkerung
Die Einwohnerzahl des Ortes ist in den vergangenen beiden Jahrzehnten um etwa ein Drittel angestiegen:
| Jahr | Einwohner | Quelle       |
| ---- | --------- | ------------ |
| 1992 | 1788      | Volkszählung |
| 2001 | 1908      | Volkszählung |
| 2012 | 2434      | Volkszählung |

| Volkszählung
|- align="center"
| 2024
! 
| Volkszählung
|}
Die Region weist einen hohen Anteil an Quechua-Bevölkerung auf, im Municipio Sipe Sipe sprechen 83,9 Prozent der Bevölkerung Quechua.